# Fluazifop-Herbizide

Strukturformel von Fluazifop

Fluazifop ist der Gruppenname verschiedener chemischer Verbindungen aus der Aryloxyphenoxypropionat-Herbizide. Erste Fluazifop enthaltende Produkte wurden Anfang der 1980er Jahre von den Firmen ICI und Ishihara auf den Markt gebracht.

## Struktur
Die freie Säure Fluazifop verfügt über ein Chiralitätszentrum, sodass es in spiegelbildlichen Enantiomeren vorliegen kann, dem (R)- und dem (S)-Isomer. Das wirksamere (R)-Isomer wird im Namen durch den Zusatz „-P“ gekennzeichnet, beispielsweise Fluazifop-P.
Durch die Veresterung der Carboxygruppe mit verschiedenen Alkoholen können weitere Fluazifop-Herbizide gewonnen werden. Hierbei ist das Fluazifop-P-butyl der wichtigste Vertreter.

## Vertreter
| Fluazifop-Herbizide  |                      |                          |                                       |                                      |                                |
| Name                 | Fluazifop            | Fluazifop-P              | Fluazifop-methyl                      | Fluazifop-butyl                      | Fluazifop-P-butyl              |
| Strukturformel       | Fluazifop            | Fluazifop-P              | Fluazifop-methyl                      | Fluazifop-butyl                      | Fluazifop-P-butyl              |
| Strukturbeschreibung | freie Säure, Racemat | (R)-Isomer von Fluazifop | Methylester von racemischem Fluazifop | Butylester von racemischem Fluazifop | (R)-Isomer von Fluazifop-butyl |
| CAS-Nummer           | 69335-91-7           | 83066-88-0               | 69335-90-6                            | 69806-50-4                           | 79241-46-6                     |
| EG-Nummer            | 614-949-9            | 617-435-2                |                                       | 274-125-6                            | 616-669-2                      |
| ECHA-Infocard        | 100.130.325          | 100.126.119              |                                       | 100.067.365                          | 100.123.086                    |
| PubChem              | 91701                | 91733                    | 155294                                | 50897                                | 3033674                        |
| Wikidata             | Q27156995            | Q27156996                | Q27263787                             | Q27891163                            | Q27252886                      |

## Wirkungsweise und Verwendung
Fluazifop und seine Ester wirken als systemische Nachauflaufherbizide. Sie wirken selektiv auf bestimmte Gräser (zum Beispiel Kriech-Quecke oder Rispenhirse). Auf breitblättrige Pflanzen wie bestimmte Getreidesorten hat Fluazifop keinen Einfluss. Der Wirkstoff wird über die Blätter aufgenommen, wo die Fluazifop-Ester und rasch zu Fluazifop hydrolysiert werden. Dieses hemmt die Acetyl-CoA-Carboxylase in den Pflanzenzellen, wodurch die Energiegewinnung der Zellen sowie der Zellmetabolismus gestört werden. Verwendet wird es im Anbau von Baumwolle, Soja, Kartoffeln und verschiedenen Obstsorten.

## Zulassungsstatus
In der Europäischen Union sind Fluazifop-P-haltige Pflanzenschutzmittel zugelassen, so auch als Butylester in Deutschland und Österreich. Auch in der Schweiz ist Fluazifop-P-butyl zugelassen. Racemisches Fluazifop ist in der Europäischen Union explizit nicht zugelassen.